# Islington (Toronto Subway)

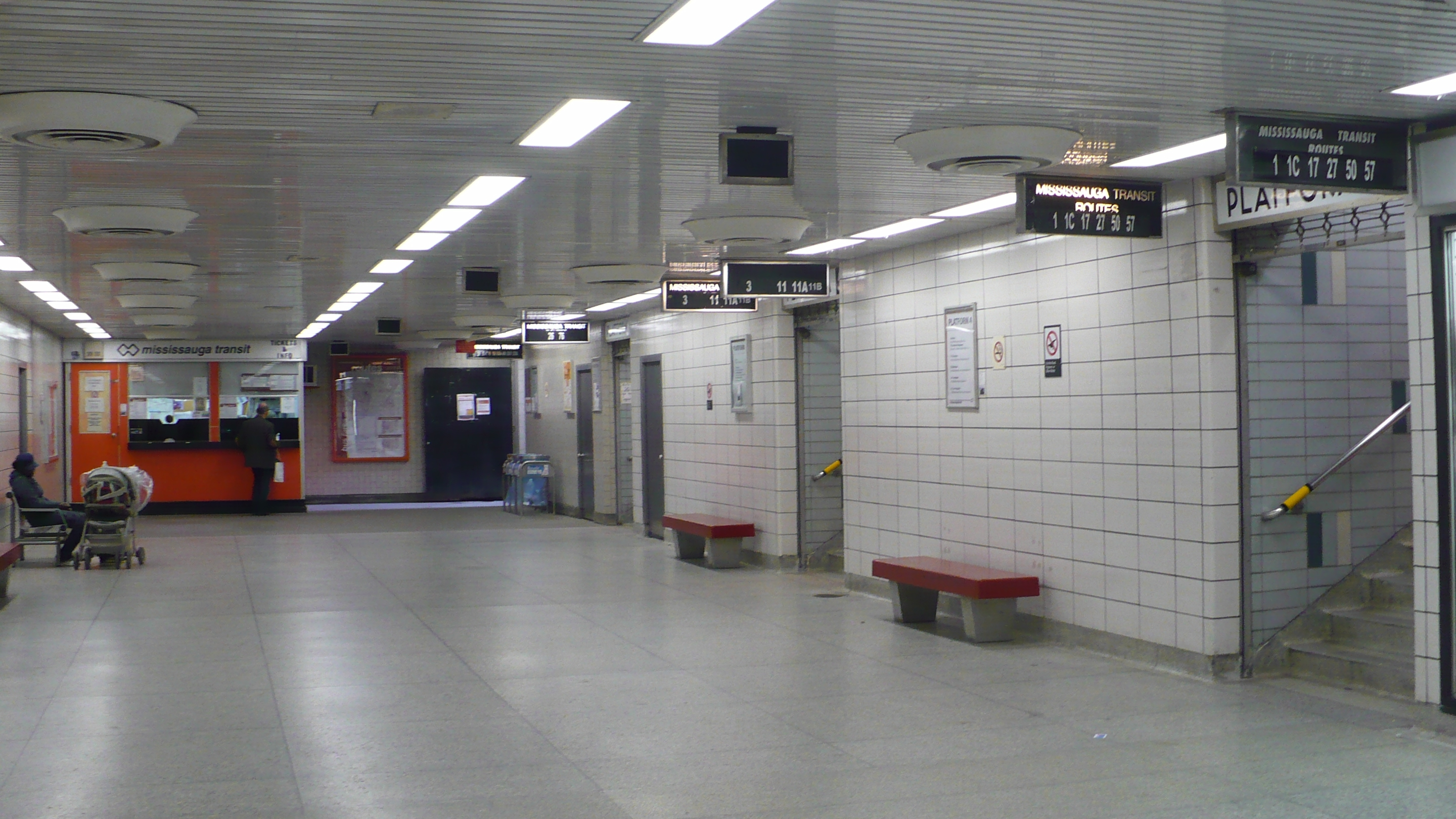
Verteilerebene

Islington ist eine unterirdische U-Bahn-Station in Toronto. Sie liegt an der Bloor-Danforth-Linie der Toronto Subway, an der Kreuzung von Bloor Street und Islington Avenue. Die Station besitzt einen Mittelbahnsteig und wird täglich von durchschnittlich 41.270 Fahrgästen genutzt (2018).
Über der Station Islington befindet sich ein bedeutender Busterminal. Von hier aus verkehren vier Buslinien der Toronto Transit Commission und eine weitere der Gesellschaft MiWay in die nähere Umgebung sowie in die westliche Nachbarstadt Mississauga. Bis 4. Januar 2021 betrieb MiWay ab Islington über ein Dutzend Linien, seither verkehren diese von einem neuen Busbahnhof bei der Station Kipling aus. Den Pendlern stehen auch drei Park-and-rides mit insgesamt 1282 kostenpflichtigen Parkplätzen zur Verfügung.
Unmittelbar westlich von Islington gelangt die Strecke an die Oberfläche und folgt anschließend der Hauptstrecke der Canadian Pacific Railway. Östlich verläuft die Strecke ebenfalls kurz oberirdisch, da dort der Mimico Creek auf einer Brücke überquert wird. Die Eröffnung der Station erfolgte am 10. Mai 1968, zusammen mit dem Abschnitt Keele – Islington. Mehr als zwölf Jahre lang war hier die westliche Endstation der Bloor-Danforth-Linie. Die Verlängerung nach Kipling wurde am 22. November 1980 eröffnet.